# ورونیک
ورونیک (به لاتین: Varovnik) یک روستا در بلغارستان است که در استان بورگاس واقع شده است.